# Гранд-Медов (Міннесота)
Гранд-Медов (англ. Grand Meadow) — місто (англ. city) в США, в окрузі Мовер штату Міннесота. Населення — 1127 осіб (2020).

## Географія
Гранд-Медов розташований за координатами 43°42′21″ пн. ш. 92°34′13″ зх. д. / 43.70583° пн. ш. 92.57028° зх. д. (43.705850, -92.570367).  За даними Бюро перепису населення США в 2010 році місто мало площу 1,72 км², уся площа — суходіл.

### Клімат
| Клімат : Гранд-Медов  | Клімат : Гранд-Медов | Клімат : Гранд-Медов | Клімат : Гранд-Медов | Клімат : Гранд-Медов | Клімат : Гранд-Медов | Клімат : Гранд-Медов | Клімат : Гранд-Медов | Клімат : Гранд-Медов | Клімат : Гранд-Медов | Клімат : Гранд-Медов | Клімат : Гранд-Медов | Клімат : Гранд-Медов | Клімат : Гранд-Медов |
| Показник              | Січ.                 | Лют.                 | Бер.                 | Квіт.                | Трав.                | Черв.                | Лип.                 | Серп.                | Вер.                 | Жовт.                | Лист.                | Груд.                | Рік                  |
| Середній максимум, °C | −5,6                 | −3,3                 | 3,3                  | 12,8                 | 20,0                 | 25,0                 | 27,8                 | 26,7                 | 22,2                 | 15,0                 | 5,0                  | −2,8                 | 12,2                 |
| Середній мінімум, °C  | −16,1                | −13,9                | −6,7                 | 1,1                  | 7,2                  | 12,8                 | 15,0                 | 13,9                 | 8,9                  | 2,8                  | −5                   | −12,2                | 0,6                  |
| Норма опадів, мм      | 25                   | 23                   | 48                   | 74                   | 107                  | 122                  | 99                   | 107                  | 94                   | 58                   | 43                   | 28                   | 826                  |
| --------------------- | -------------------- | -------------------- | -------------------- | -------------------- | -------------------- | -------------------- | -------------------- | -------------------- | -------------------- | -------------------- | -------------------- | -------------------- | -------------------- |
| Джерело: Weatherbase  |                      |                      |                      |                      |                      |                      |                      |                      |                      |                      |                      |                      |                      |

## Демографія
Згідно з переписом 2010 року, у місті мешкало 1139 осіб у 454 домогосподарствах у складі 287 родин. Густота населення становила 661 особа/км².  Було 485 помешкань (281/км²).
Расовий склад населення:
| - 96,7 % — білих - 1,4 % — чорних або афроамериканців - 0,5 % — азіатів - 0,1 % — корінних американців |

До двох чи більше рас належало 0,6 %. Частка іспаномовних становила 2,2 % від усіх жителів.
За віковим діапазоном населення розподілялося таким чином: 29,0 % — особи молодші 18 років, 53,8 % — особи у віці 18—64 років, 17,2 % — особи у віці 65 років та старші. Медіана віку мешканця становила 36,3 року. На 100 осіб жіночої статі у місті припадало 89,5 чоловіків;  на 100 жінок у віці від 18 років та старших — 85,1 чоловіків також старших 18 років.
Середній дохід на одне домашнє господарство  становив 59 733 долари США (медіана — 50 648), а середній дохід на одну сім'ю — 74 781 долар (медіана — 65 769). Медіана доходів становила 49 926 доларів для чоловіків та 33 281 долар для жінок. За межею бідності перебувало 10,9 % осіб, у тому числі 23,4 % дітей у віці до 18 років та 8,2 % осіб у віці 65 років та старших.
Цивільне працевлаштоване населення становило 526 осіб. Основні галузі зайнятості: освіта, охорона здоров'я та соціальна допомога — 39,4 %, виробництво — 11,4 %, роздрібна торгівля — 9,3 %, транспорт — 8,0 %.